# Гірник (місто)
Гірни́к — місто Курахівської міської громади Покровського району Донецької області, Україна. Розташоване поблизу залізничної станції Цукуриха, у західній частині області на річці Вовчій (притока Самари, басейн Дніпра).

## Історія
Засноване в 1938 році як шахтарське селище Соцгородок. Поклади вугілля на території сучасного міста були виявлені в середині XIX століття. Тоді тут з'явилися перші дрібні поміщицькі і селянські копальні. Широке освоєння вугільних родовищ почалося в 30-х роках ХХ століття. До 1941 року було побудовано 3 шахти, населення селища становило 5,0 тис. чоловік. Працювали два магазини, середня школа, амбулаторія, клуб.
У 1958 році Соцгородок і прилеглі селища Комсомольський, Октябрський, Першотравневий, Перемога і Промплощадка перетворені в місто із сучасною назвою. У післявоєнні роки тут споруджені шлакоблоковий завод (закритий у 2008 р), комбінат будівельних виробів, хлібокомбінат (закритий у 2002 р).

### Російсько–українська війна
29 жовтня 2014 року співробітники СБУ в місті затримали групу — трьох бойовиків, котрі брали участь у бойових діях на боці терористичної організації «ДНР», які зберігали арсенал зброї й набоїв.
13 лютого 2015 року проросійські бойовики обстріляли місто з установок РСЗВ «Град», загинули 3 людини.
27 вересня 2015 року у місті демонтовано пам'ятник Леніну.
30 вересня 2018 року в місті Гірник побудували нову телевізійну вежу висотою 190 метрів. Ця вежа є найвищою за часів незалежності України. Вона призначена для трансляції українських телепрограм на тимчасово окуповану територію Донецької області.

### Російське вторгнення в Україну
12 грудня 2022 року внаслідок обстрілу окупантами загинули 2 мешканців та поранено 10 людей
28 жовтня 2024 року місто стало окупованим російськими військами.

## Населення
За переписом 1959 р. — 14,2 тис. осіб.
У наш час:
- 14,207 тис. жителів (2001),
- близько 1000 людей — на кінець 2024 року.[7]

За даними перепису 2001 року населення міста становило 14246 осіб, із них 15,87 % зазначили рідною мову українську, 83,81 %— російську, 0,11 %— білоруську, 0,03 %— вірменську, 0,01 %— циганську, румунську, грецьку та угорську мови
Динаміка зміни населення Гірника за роками:

## Економіка
Видобуток кам'яного вугілля (ДВАТ Шахта «Курахівська» ДП «Селидіввугілля»). Шахта «Гірник» не експлуатується. Більше 60 % зайнятих в народному господарстві працюють в промисловості.

## Освіта і культура
- Спортклуб імені Шведченка (вул. Донецька)
- Палац культури (вул. Донецька)
- Гірницька міська лікарня (вул. Свободи)
- ЗОШ № 19
- ЗОШ №17
- ЗОШ №18
- Музична школа
- Палац дитячої та юнацької творчості (вул. Прокоф'єва)

## Соціальні сфера
3 загальноосвітніх школи, музична школа, 3 дитячих сади, лікарня, будинок культури, стадіон, Палац дитинства, спортивний клуб.

## Постаті
- Шмалько Олександр Васильович (1961—2015) — старший солдат Збройних сил України, учасник російсько-української війни 2014—2017[10]